# 율리우스 쿠르티우스
율리우스 쿠르티우스(독일어: Julius Curtius, 1877년 2월 7일~1948년 11월 10일)는 독일의 정치인으로, 구스타프 슈트레제만이 사망하자 후임 외무장관을 지냈다.